# 9 de febrer
El 9 de febrer és el quarantè dia de l'any del calendari gregorià. Queden 325 dies per finalitzar l'any i 326 en els anys de traspàs.

## Esdeveniments
Països Catalans
- 1908 - Barcelona - Inauguració del Palau de la Música Catalana, obra de l'arquitecte modernista Lluís Domènech i Montaner.[1]
- 1937 - València: El Consell Provincial de València aprova el decret de creació de l'Institut d'Estudis Valencians, organisme superior d'estudis i investigació.[2]
- 1946 - Barcelona: el règim franquista, amb el pretext de l'explosió d'un petard a la Universitat de Barcelona, emprèn una dura repressió contra els estudiants catalanistes.
- 1986 - Sant Joan Despí: estrena a TV3 de la comèdia de situació Els joves[3]
- 2005 - València: l'Acadèmia Valenciana de la Llengua reconeix la unitat de la llengua catalana tot i que en recomana la denominació de valencià.

Resta del món
- 1822 - Haití envaeix la República Dominicana.
- 1895 - Holyoke (Massachusetts, EUA) - William G. Morgan crea el voleibol.
- 1918 - Primera guerra mundial: l'imperi alemany signa la pau amb Ucraïna.
- 1994 - Londres: l'IRA Provisional du a terme l'atemptat de Canary Wharf[4]
- 2014 - A Tòquio i altres regions del Japó una forta tempestat de neu té com a resultat 11 morts i més de 1200 ferits.

## Naixements
Països Catalans
- 1625 - Benigànim: Agnès de Benigànim, monja valenciana venerada com a beata per l'Església catòlica (m. 1696).[5]
- 1884 - Barcelona: Josep Carner, escriptor català (m. 1970).
- 1902 - Sabadell: Joan Llonch i Salas, empresari tèxtil català.
- 1904 - Barcelona: Elisabeth Mulder, escriptora, poeta i narradora, traductora, periodista i crítica literària catalana en castellà (m. 1987).[6]
- 1925 - Barcelona: Ermengol Passola i Badia, empresari i promotor cultural català (m. 2009).
- 1926 - Barcelona: Manuel Cabero, director coral català (m. 2022).
- 1939 - Johannesburg: Janet Suzman, actriu i directora sud-africana.[7]
- 1931 - Barcelona: Xavier Benguerel i Godó, fou un compositor català.[8]
- 1950 - València: Xavier Mariscal, dissenyador i artista valencià.

Resta del món
- 1773 - Comtat de Charles City, Virgínia (EUA): William Henry Harrison, militar, 9è president dels Estats Units (m. 1841).
- 1815 - Roma (Itàlia): Federico de Madrazo, pintor espanyol (m. 1894).
- 1817 - Madrid (Espanya): Eugenio Lucas Velázquez, pintor romàntic espanyol (m. 1870).
- 1854 - Sappemeer, Països Baixos: Aletta Jacobs, metgessa, activista pel sufragi femení i inventora neerlandesa (m. 1929).[9]
- 1867 - Natsume Sōseki, escriptor japonès (m. 1916).
- 1885 - Viena, Àustria: Alban Berg, compositor austríac (m. 1935).[10]
- 1909 - Marco de Canaveses (Portugal): Carmen Miranda, cantant de samba i actriu brasilera nascuda a Portugal (m. 1955).[11]
- 1910 - 
  - París (França): Jacques Monod, químic i bioquímic francès, Premi Nobel de Medicina o Fisiologia de l'any 1965 (m. 1976).
  - Hartford, Connecticut: Anna Sokolow, va ser una ballarina i coreògrafa nord-americana (m. 2000).[12]
- 1931 - Heerlen (Països Baixos): Thomas Bernhard, poeta, novel·lista i dramaturg en llengua alemanya (m. 1989).[13]
- 1937 - Varel: Hildegard Behrens, soprano dramàtica alemanya, coneguda pel seu extens repertori (m. 2009).[14]
- 1940 - Ciutat del Cap, Sud-àfrica: John Maxwell Coetzee, escriptor australià d'origen sud-africà, Premi Nobel de Literatura de l'any 2003.
- 1942:
  - Brooklyn: Carole King, compositora i cantautora estatunidenca, guanyadora de quatre premis Grammy.
  - Tientsin, (Xina): Feng Jicai (en xinès tradicional: 馮驥才; en xinès simplificat: 冯骥才; en pinyin: Féng Jìcái) artista i escriptor xinès, un dels representants de la "literatura de les cicatrius"[15]
- 1943:
  - - Newark, Nova Jersey, Estats Units: Joe Pesci, actor estatunidenc.
  - - Gary, Indiana (EUA): Joseph Eugene Stiglitz, economista nord-americà, Premi Nobel d'Economia de l'any 2001.
- 1944: 
  - Eatonton, Geòrgia (EUA): Alice Walker, escriptora afroamericana i feminista que va rebre el Premi Pulitzer a l'obra de ficció el 1983 per la novel·la El color porpra.[16]
  - Madrid: Manuela Carmena, jurista espanyola, jutgessa emèrita, ha estat alcaldessa de Madrid.[17]
- 1945:
  - - Los Angeles, Califòrnia, Estats Units: Mia Farrow, actriu estatunidenca.[18]
  - - Fukuoka (Japó): Yoshinori Ohsumi, biòleg japonès, Premi Nobel de Medicina o Fisiologia de 2016.
- 1947 - Lugano, Suïssa: Carla Del Ponte, jurista, va ser cap de la fiscalia del Tribunal de Dret penal internacional de les Nacions Unides.[19]
- 1960 - Mount Ayr, Iowa, Estats Units: Peggy Whitson, científica bioquímica, astronauta i Cap d'Astronautes de la NASA.[20]
- 1967 - Sant Sebastià: Ana Ruiz Mitxelena, futbolista, primera portera basca a jugar en la selecció espanyola de futbol (m. 1993).[21]
- 1974 - Pamplona: Helena Resano, periodista i presentadora espanyola.[22]

## Necrològiques
Països Catalans
- 1925 - Sant Cugat del Vallès: Amanci Amorós Sirvent, músic i compositor valencià (n. 1854).
- 1993 - Barcelona: Albert Viladot i Presas, periodista català.
- 2003 - Sant Cugat del Vallès: Miquel Batllori, historiador i jesuïta català.
- 2005 - Barcelona: Carlota Soldevila, actriu i directora de teatre, fundadora d'Els Joglars i del Teatre Lliure.[23]
- 2019 - Palma: Aina Moll Marquès, filòloga menorquina, figura central de la normalització del català a les Balears i Catalunya (n.1930).[24]

Resta del món
- 1450 - Le Mesnil-sous-Jumièges, Normandia: Agnès Sorel, amant del rei Carles VII de França, model pictòrica de l'obra de Jean Fouquet La verge amb el nen (n. 1422).[25]
- 1765 - Londres, Anglaterra: Elisabetta de Gambarini, compositora anglesa, cantant, organista, clavecinista, pianista (n. 1731).[26]
- 1881 - Sant Petersburg, Rússia: Fiódor Dostoievski, escriptor rus (n. 1821).
- 1891 - La Côte-Saint-André, França: Johan Jongkind, pintor i gravador neerlandès considerat com un dels precursors de l'impressionisme (n. 1819).[27]
- 1963 - Bagdad (Iraq: Abd al-Karim Qasim, dictador derrocat, executat.[28]
- 1979 - Londres (Anglaterra): Dennis Gabor, físic hongarès, Premi Nobel de Física de l'any 1971 (n. 1900).
- 1981 - Harlingen, Texas (EUA): Bill Haley, pioner del rock and roll, conegut per "Rock Around the Clock", entre d'altres (n. 1925).[29]
- 1994 - Madison, Wisconsin (EUA): Howard Martin Temin, biòleg estatunidenc, Premi Nobel de Medicina o Fisiologia de l'any 1975 (n. 1934).
- 2020 - Mòdena, Itàlia: Mirella Freni, soprano operística italiana (n. 1935).[30]
- 2021 - Àrea de la badia de Tampa (Florida)ː Chick Corea, pianista de jazz i jazz-rock estatunidenc (n. 1941).[31]
- 2023 - Marcos Alonso Peña, futbolista càntabre (n. 1959).

## Festes i commemoracions

### Santoral[32]

#### Església Catòlica[33]
- Sants al Martirologi romà (2011): Apol·lònia d'Alexandria, verge i màrtir (249); Prim i Donat de Lamaleffa, màrtirs (362); Maró del Líban, eremita (423); Màrtirs d'Alexandria (s. IV); Teilo de Llandaff, monjo gal·lès (560); Sabí de Canosa, bisbe (566); Ansbert de Rouen, bisbe (625); Altó de Baviera, abat (760); Reinald de Nocera, monjo (1222); Miguel Febres Cordero (1910).
  - Beats al Martirologi romà: Anna Katharina Emmerick, monja i mística (1824); Luis Magana Servin, laic màrtir (1928); Leopold d'Alpandeire, caputxí (1956).
- Sants que no figuren al Martirologi romà: Alexandre de Roma i 38 companys màrtirs; Ammó, Emilià, Lassa i 41 companys màrtirs de Membressa; Ammoni i Alexandre de Soli, màrtirs; Nicèfor d'Antioquia, màrtir; Simeó de Jerusalem, màrtir; Nebridi d'Ègara, bisbe (527); Sabí d'Avellino, bisbe (s. VI); Eumaqui de Perigús, asceta (s. VI); Emilià, Braquió i Bravi de Pionsat, monjos (590); Eingan de Llanengan, príncep i eremita (ca. 590); Aldebert de Senlis, bisbe (685); Cronan el Savi, bisbe (700); Sisebut de Cardeña, abat (1086); Erizzo de Vallombrosa, abat (1094).
- Beats que no figuren al Martirologi romà: Lambert de Neuwerk, prior (1144); Bernardino Caimi, franciscà (1500).
- Venerables: Gottschalk de Siloë, abat (1184); Julià d'Espira, franciscà (1250); Edmund Pontiller, prevere màrtir (1945).
- A l'Orde del Cister: Conrad de Baviera, monjo (1154).

#### Església Copta
- 2 Meixir: Longí, prior del monestir de Cristall (s. V); Pau de Tebes, eremita.

#### Església Apostòlica Armènia
- 20 Arac': Ananies, Pere i set soldats màrtirs de Fenícia (304); Joan Crisòstom, patriarca de Constantinoble.

#### Església Ortodoxa (segons el calendari julià)
- Se celebren els corresponents al 22 de febrer del calendari gregorià.

#### Església Ortodoxa (segons el calendari gregorià)
Corresponen als sants del 27 de gener del calendari julià.
- Sants: Policroni, Bardanes i Hermògenes, màrtirs; Julià de Le Mans, bisbe (348); Pere d'Egipte (ca. 400); Joan Crisòstom, patriarca de Constantinoble (407); Germans del monestir de Xhilendaria de l'Atos; Titus el Soldat, monjo de les Coves de Kíev; Claudí, monjo; Demetri de Constantinoble, màrtir (1784); Neonil·la de Davidov; Piotr Zverev, màrtir (1929); Piotr de Kruticij, metropolità i màrtir (1937); Leontij de Tarnopol, prevere màrtir (1972).

##### Església Ortodoxa de Grècia
- Marciana la reina.

#### Església Evangèlica d'Alemanya
- John Hooper, bisbe de Gloucester, màrtir (1555).